# Gustav Gunz
Gustav Georg Gunz (* 26. Oktober 1831 in Gaunersdorf; † 11. Dezember 1894 in Frankfurt am Main) war ein österreichisch-deutscher Arzt und königlich preußischer Kammersänger (Tenor).

## Leben
Gustav Gunz studierte Medizin an der Universität Wien und war in den Jahren von 1857 bis 1859 Sekundararzt am Allgemeinen Krankenhaus in Wien. Neben seinem Arztberuf bildete sich Gunz als Sänger aus und hatte sein Debüt in der Graner Messe von Franz Liszt. Danach gab er seinen Arztberuf auf und sang an der Wiener Hofoper (1859–1861), an der königlichen Bühne zu Hannover (1861–1888) und am Her Majesty’s Theatre in London (1864–1870). In London trat er mit der „schwedischen Nachtigall“ Jenny Lind auf. Seine Gesangsausbildung vertiefte Gunz 1862 in Paris bei François Delsarte. Ab 1888 unterrichtete er selbst als Professor am Hoch’schen Konservatorium in Frankfurt am Main. Ebendort sang er 1863 am Frankfurter Fürstentag gemeinsam mit Adelina Patti in Rossinis Barbier von Sevilla.
Gunz war als Oratorien- und Liedersänger sehr geschätzt und unternahm zahlreiche Gastspielreisen. Er zeichnete für die Verbreitung bis dahin weitgehend unbekannter Lieder des Franz Schubert verantwortlich. Weiters sang er 1865 bei der Wiener Erstaufführung der Matthäus-Passion des Johann Sebastian Bach den Evangelisten. Seine Hauptrollen waren unter anderen der Tamino, Florestan und der Belmonte.
Der Hofschauspieler Willy Gunz in Dresden war sein Sohn.

## Schüler (Auswahl)
- Josef Bletzacher, Georg Döring, Otto Holldack